# Penha de França (Goa)
Penha de França è una suddivisione dell'India, classificata come census town, di 15.375 abitanti, situata nel distretto di Goa Nord, nel territorio federato di Goa. In base al numero di abitanti la città rientra nella classe IV (da 10.000 a 19.999 persone).

## Geografia fisica
La città è situata a 15° 32' 00 N e 73° 51' 41 E.

## Società

### Evoluzione demografica
Al censimento del 2001 la popolazione di Penha de França assommava a 15.375 persone, delle quali 8.199 maschi e 7.176 femmine. I bambini di età inferiore o uguale ai sei anni assommavano a 1.513, dei quali 760 maschi e 753 femmine. Infine, coloro che erano in grado di saper almeno leggere e scrivere erano 12.401, dei quali 6.801 maschi e 5.600 femmine.